# Weisselberg (Naturschutzgebiet)
Das Naturschutzgebiet Weisselberg liegt auf dem Gebiet der Gemeinde Freisen im Landkreis St. Wendel im Saarland. Das Gebiet erstreckt sich westlich von Oberkirchen, einem Ortsteil der Gemeinde Freisen. Durch den südlichen Teil des Gebietes verläuft die Landesstraße L 311, nordwestlich verläuft die L 133 und östlich die L 309.

## Bedeutung
Das 101,3 ha große Gebiet ist seit dem 16. Januar 2015 unter der Kennung NSG-N-6409-305 als Naturschutzgebiet ausgewiesen.